# Щурина, Надежда Михайловна
Наде́жда Миха́йловна Щу́рина (1 ноября 1940, Берёзовка, Куйбышевская область) — заслуженный строитель РСФСР, депутат Верховного Совета СССР.

## Биография
Трудовую деятельность начала в Куйбышевгидрострое, с 1957 года работала разнорабочей СМУ-7 Правого берега Куйбышевгидростроя, затем работала бетонщицей в СМУ-5 и СМУ-7, каменщицей в тресте «Жилстрой-2» КГС. Принимала участие в строительстве Волжской ГЭС, Дворца культуры завода «Синтезкаучук», Тольяттинской птицефабрики, профилакториев «Звёздный» и «Сосновый бор», турбазы «Жигули» в Тольятти.
Была выбрана депутатом Верховного Совета СССР 8-го созыва.

## Награды
- Орден Трудового Красного Знамени;
- Орден Дружбы народов;
- Медаль «За доблестный труд. В ознаменование 100-летия со дня рождения Владимира Ильича Ленина»